# Passe de temporada
Um passe de temporada é uma forma de monetização de jogo eletrônico em que os consumidores compram um pacote com desconto para os pacotes de conteúdo para download (DLC) atuais e futuros para um jogo eletrônico acima de seu custo base. Um jogo pode ter um único passe de temporada ou, para alguns jogos como serviço, pode ter novos passes de temporada com o passar do tempo. O nome origina-se do conceito de bilhete de temporada para esportes (embora mais parecido com adquirir o box set de uma temporada de uma série de TV). Introduzido pela primeira vez por volta de 2011, o uso de passes de temporada tornou-se comum entre as publicadoras triple-A no final dos anos 2010. Os passes de temporada podem ser controversos porque o conteúdo de um passe de temporada não é totalmente detalhado de antemão ou pode não conter todos os DLCs planejados, com alguns casos de passes de temporada sendo chamados de golpes pela imprensa de jogos.

## Abordagem
Os passes de temporada podem estar disponíveis para compra junto com o jogo antes de seu lançamento, ou podem estar disponíveis após o lançamento do jogo. Uma vez comprado, o jogador ganha todo o conteúdo que foi lançado até o momento sob aquele passe de temporada e elegível para conteúdo futuro não anunciado. Muitos passes de temporada indicam o tipo de conteúdo que os jogadores obterão, embora o conteúdo exato seja desconhecido no momento.
Os passes de temporada podem cobrir todo o conteúdo de expansão planejado para um jogo e representam uma compra única. Em outros casos, os passes de temporada cobrem o conteúdo de um jogo por um período limitado de tempo, na ordem de meses a anos, o que permite ao desenvolvedor continuar a adicionar mais conteúdo em vez de desenvolver um título totalmente novo para continuar a desenhar na receita. Por exemplo, Rainbow Six Siege da Ubisoft usou passes de temporada anuais que dão aos jogadores que os compram acesso a novos personagens jogáveis ("operadores"), mapas, armas e modos de jogo. Alguns desses elementos podem ser obtidos por jogadores sem um passe de temporada, usando os créditos do jogo, enquanto outro conteúdo permanece exclusivo para aqueles com o passe. A Ubisoft considerou esta uma abordagem melhor para os jogadores, em vez de desenvolver uma sequência. Da mesma forma, Destiny 2 usa um modelo de passe anual, proporcionando aos jogadores acesso a conteúdo exclusivo por meio de três expansões por ano. Para alguns jogos com passes de temporada recorrentes, o conteúdo de passes mais antigos pode ser integrado ao jogo base sem custo adicional.

## História
Um dos primeiros passes de temporada em jogos eletrônicos foi usado pela Rockstar Games com L.A. Noire em 2011. Mais tarde, no mesmo mês, a Warner Bros. Interactive Entertainment continuou a tendência com Mortal Kombat, A Electronic Arts lançou seu EA Sports Season Ticket em agosto de 2011. Em meados de 2010, os passes de temporada se tornaram comuns em jogos AAA. No final da década, os passes de temporada continuaram a ser oferecidos para muitos jogos, embora algumas publicadoras tenham começado a renunciar a oferecê-los em favor de DLC gratuito devido à publicidade negativa criada por seu anúncio logo após o lançamento. A crescente popularidade das caixas de recompensas também desempenhou um papel na diminuição da popularidade do passe de temporada, embora a imprensa de jogos especule que isso pode resultar em menos conteúdo pós-lançamento em geral.

## Controvérsia
Os passes de temporada têm sido criticados por serem anti-consumidor, pois pressionam psicologicamente os clientes a gastarem mais dinheiro. Também é impossível saber se vale a pena comprá-los, pois não podem ser analisados até que sejam lançados, e os descontos que oferecem às vezes são compensados por conteúdo de baixa qualidade que o jogador não teria comprado de outra forma. Além disso, se um jogo tiver um desempenho ruim no mercado, os preços do DLC para ele podem cair mais rápido do que qualquer desconto que as pessoas receberiam se comprassem imediatamente seu passe de temporada.
Andrew Reiner, da Game Informer, chamou alguns passes de temporada de "golpes vindos de empresas sedentas por dinheiro" porque tão pouca informação é divulgada que os consumidores podem estar sujeitos a táticas de engodo, como usar um estúdio de qualidade inferior para desenvolver o conteúdo, ou atrasando significativamente o lançamento do conteúdo.
O GamesRadar+ criticou os passes de temporada multijogador que dividem a comunidade dos jogos online, elogiando os jogos que instituíram um modelo diferente que era mais dependente de DLC cosmético em vez de mapas para download, como For Honor e Titanfall 2. O Shacknews criticou vários jogos por terem passes de temporada decepcionantes, como Evolve e Aliens: Colonial Marines.